# U-1207
Unterseeboot 1207 foi um submarino alemão do Tipo VIIC, pertencente a Kriegsmarine que atuou durante a Segunda Guerra Mundial.

## Comandantes
| Comandante           | Data                                    |
| -------------------- | --------------------------------------- |
| Oblt. Kurt Lindemann | 23 de março de 1944 - 5 de maio de 1945 |

## Subordinação
Durante o seu tempo de serviço, esteve subordinado às seguintes flotilhas:
| Período                                          | Flotilha                                    |
| ------------------------------------------------ | ------------------------------------------- |
| 23 de março de 1944 - 9 de novembro de 1944      | 8. Unterseebootsflottille (treinamento)     |
| 10 de novembro de 1944 - 28 de fevereiro de 1945 | 14. Unterseebootsflottille (trial boat)(eb) |
| 1 de março de 1945 - 5 de maio de 1945           | 5. Unterseebootsflottille (treinamento)     |